# Марко Стојановић
Марко Стојановић (Шабац, 15. април 1844 — Београд, 21. септембар 1923) био је српски адвокат, вицегувернер Народне банке и фотограф аматер.

## Биографија
Родитељи су му били скромног стања али угледни. Гимназију је завршио у Београду као и правни одсек Лицеја, издржавајући се послуживањем и ношењем порција. Служио је код војводе Узун-Мирка а доцније код Косте Протића, краљевског намесника. По завршетку школе био је неко време у служби, па је постао адвокат. Године 1884, учествовао је у оснивању Народне банке, а 1895. године постао је вицегувернер. За време I. св. рата спасио је банчину имовину.
Први је у Београду користио писаћу машину за коју је сам наручио ћирилична слова. Судови су били неко време у недоумици да ли да примају те представке, које по закону и правилу треба да су „написмено“ поднесене.

## Фотограф аматер
Фотографијом се почео бавити почетком деведесетих година 19. века. С обзиром да се на његовим фотографијама често појављује Анастас Јовановић, врло је вероватно да се под утицајем овог фотографског ентузијасте и сам почео бавити фотографијом. Био је фотограф-реалиста а његове фотографије би се могле уклопити у савременог схватања фотографије, која се назива лајф-фотографијом.
Преко пет стотина оригиналних фотографија — контакт копија говоре о скромном уметнику који је „за своју душу“ фотографисао живот уз Београду, не водећи рачуна да ли ће оне бити уметност или не. Баш тиме он је створио не само изванредне фотографије већ и истинске документе с краја деветнаестог и с почетка 20. века. Најбројније фотографије које је М. Стојановић оставио су портрети: Анастас Јовановић, фотограф и литограф: Милован Глишић, књижевник; Љубомир Ковачевић и Драгиша Станојевић историчари, Владан Ђорђевић лекар и политичар, Ђока Јовановић вајар, Константин Јовановић архитект, Исак Леви трговац и фотограф аматер, и многи други. Многе фотографије бележе Београд који је данас заборављен.
О фотографском опусу Марка Стојановића Архив Народне банке Србије, у чијим се збиркама чува преко 300 његових снимака, 2009. године приредио је изложбу под називом „Одраз стварности. Изложба фотографија Марка Стојановића, вицегувернера Народне банке“.

## Галерија фотографија
- Исак Леви, око 1898.
- Архитект Константин Јовановић, око 1898.
- Кућа Марка Стојановића фотографисана са улаза у Калемегдан, око 1898.
- Милан Ђ. Милићевић са супругом на калемегданској клупи
- Ђорђе Јовановић: Лик Марка Стојановића, вицегувернера НБС, бронза, пречник 21 cm, 1914